# Bathytroctes macrolepis
Bathytroctes macrolepis är en fiskart som beskrevs av Günther, 1887. Bathytroctes macrolepis ingår i släktet Bathytroctes och familjen Alepocephalidae. Inga underarter finns listade.

## Bildgalleri

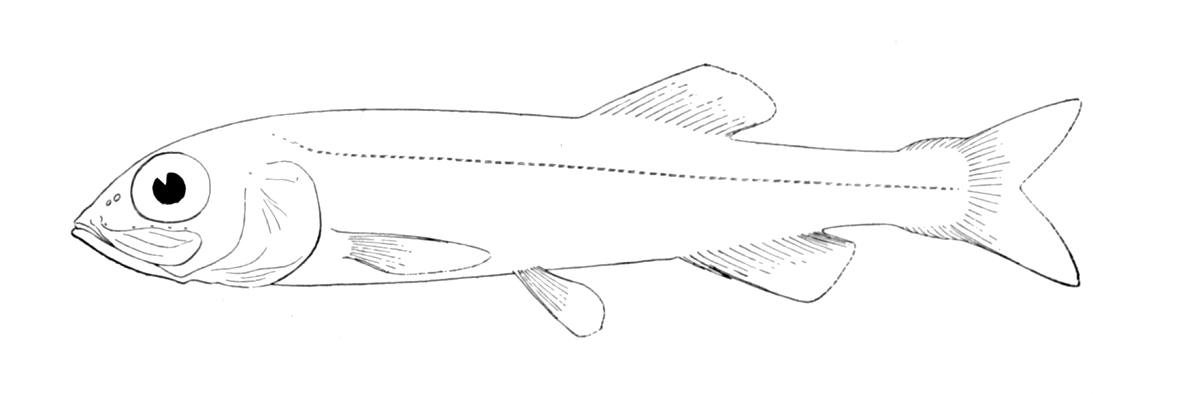